# Швейцария на «Евровидении-2008»
Швейцария на «Евровидении-2008» делегировала италоязычного певца Паоло Менегуцци с композицией «Era stupendo». Менегуцци был выбран по итогам внутреннего отбора, учреждённого национальной телерадиокомпанией SRG SSR (в отборе могли участвовать все желающие) Паоло Менегуцци выступил 22 мая 2008 во втором полуфинале: будучи фаворитом по версии фанатов конкурса, он занял только 13-е место с 47 очками и не попал в финал.

## Исполнитель
Паоло Менегуцци родился 6 декабря 1976 года. В 1996 году он выиграл международный музыкальный конкурс «Vina del Mar» в Чили с песней «Aria, Ario». Через год он выпустил дебютный альбом «Por Amor», а ещё через год — второй альбом «Paolo». Будучи известным в Южной Америке, Паоло долгое время оставался малоизвестным в Европе, пока не занял 7-е место на фестивале в Сан-Ремо в 2001 году в категории молодых исполнителей с песней «Ed io non ci sto piu». Третий альбом Паоло «Un sogno nelle mani» вышел в том же 2001 году, а в 2003 году вышел золотой альбом «Lei e».
В 2004 году Паоло Менегуцци снова выступил на фестивале в Сан-Ремо с песней «Guardami Negli Occhi (Prego)» (4-е место), а его альбом «Lei e» был перезаписан с новыми треками и стал платиновым. После записи Паоло начал гастроли по Италии и Швейцарии, а через год в Сан-Ремо исполнил ещё одну песню «Non Capiva Che L'Amavo». Пятый альбом, «Favola», стал платиновым (более 200 тысяч копий). Шестой альбом, «Musica», вышел в 2007 году уже после того, как одноимённый сингл с него Паоло исполнил в Сан-Ремо (7-е место). На концертах нового тура Менегуцци присутствовало до 250 тысяч человек. В конце февраля 2008 года Паоло принял участие в Сан-Ремо в очередной раз с песней «Grande».

## Внутренний отбор
В июле 2007 года Швейцария объявила о начале внутреннего отбора участника на Евровидение в Белграде. Конкурс был открыт для артистов и песен из любой страны, однако к участникам предъявлялись строгие требования: исполнитель должен выпустить хотя бы один альбом, попавший в радиочарты и на телевидение; иметь достаточный опыт концертных выступлений; выпустить хотя бы один профессиональный клип. Каждый артист должен был предоставить все данные по гражданству и возрасту, а также дать своё согласие на поездку в Белград в случае успеха. 22 октября было крайним сроком подачи заявок. В состав жюри, выбиравшего будущего представителя Швейцарии, вошли представители трёх государственных телеканалов, вещающих на основных языках Швейцарии: немецкоязычного Schweizer Fernsehen (SF), франкоязычного Télévision Suisse Romande (TSR) и италоязычного Radiotelevisione Svizzera di lingua Italiana (RTSI). Также в жюри были представители швейцарского музыкального телеканала VIVA и немецкоязычной радиостанции DRS.
Среди певцов, которые подавали заявки на участие в Евровидении, пресса выделяла комика Пич Уэбер, певца Юргена Дрюса и рэппера Gimma, которые собирались петь на немецком языке. Вскоре телеканал SF заявил, что Швейцарию с высокой долей вероятности не будет представлять иностранец. В ноябре 2007 года пошли слухи о том, что страну может представить Паоло Менегуцци, и вскоре эти слухи официально подтвердились.
Телерадиокомпания SRG SSR официально заявила, что Паоло Менегуцци выступит на Евровидении-2008 с песней «Era stupendo» на итальянском языке. После официального подтверждения Паоло Менегуцци заявил, что очень рад, что сможет представлять свою родину на Евровидении. В шутку пресса окрестила Менегуцци «No Name», поскольку немецкоязычные и франкоязычные жители Швейцарии практически ничего не знали о Менегуцци, который не обладал такой популярностью, как предыдущий конкурсант DJ BoBo.

## Песня и обвинения в плагиате
Песня «Era stupendo», характеризующаяся как романтичная баллада с танцевальными элементами 1970-х годов, была написана самим Паоло Менегуцци и Винченцо Инченцо, а аранжировку делал швед Эрик Лидбом, продюсер альбома «Musica». Песню представили официально 12 января 2008 на церемонии вручения национальных музыкальных премий.
Однако вскоре разразился скандал: жёлтая пресса Швеции и Швейцарии стала утверждать, что конкурсная песня — откровенный плагиат песни «It can only get better» шведской певицы Эми Даймонд, которая, по иронии судьбы, также участвовала в шведском национальном отборе. Отец певицы и её менеджер Ли Деасисмонт первым обвинил Менегуцци в плагиате, а композитор шведской песни Томми Тиспер заявил, что собирается добиваться официального признания плагиата. Паоло Менегуцци отверг все обвинения, сказав, что никогда не слышал песен Эми Даймонд и что схожесть между песнями не может быть плагиатом, добавив, что песня Эми Даймонд сама напоминает композицию Аврил Лавинь «When you're gone».
Представители швейцарского телевидения опровергли также все обвинения в плагиате, сказав, что песни абсолютно разные, а представитель Швейцарского общества по охране авторских прав на музыкальные произведения Пото Вегенер сказал, что схожесть части припева и начала куплетов является не более чем совпадением. В итоге Европейский вещательный союз никакого решения по дисквалификации так и не принял.

## Подготовка к конкурсу
В связи с изменениями правил конкурса все песни, в том числе и занявшие место в Топ-10 прошлогоднего Евровидения, должны были соревноваться в отдельных полуфиналах. 28 января 2008 на жеребьёвке Европейский вещательный союз определил, что Менегуцци выступит во втором полуфинале (22 мая). Система была введена с той целью, чтобы снизить влияние «соседского» телефонного и СМС-голосования. Перед конкурсом Менегуцци совершил гастроли на Мальте, выступив на местном телешоу в апреле 2008 года.
Телекомментаторами конкурса были назначены Свен Эпини (SF), Санди Альтерматт (RTSI), Жан-Марк Ришар и Николас Таннер (TSR), а глашатаем стала Сесиль Белер.

## Шансы
По версии фан-сайта esctoday.com, Менегуцци не только был фаворитом всего полуфинала, но и главным претендентом на победу в конкурсе, равно как и исполнители от Исландии. Мнения экспертов же расходились: одни поддерживали мнение фанатов, опираясь на опыт выступления Менегуцци на фестивале Сан-Ремо, а другие считали, что скандал с плагиатом не позволит Менегуцци претендовать на успех (более того, на самой презентации песни 12 января 2008 года звучала фонограмма, что вызывало недовольство у отдельных лиц). Автор интернет-проекта «Евровидение-Казахстан» Андрей Михеев считал, что Менегуцци на Сан-Ремо не проявил своих сильных качеств, а его песня действительно имеет заимствования из песни Эми Даймонд:

- Музыка: Баллада. Поскольку сходство с «известной» шведской песней определенно есть, то баллада итальяно-шведская. 7/10
- Текст: Нормальный текст, хотя для в основном англоязычных слушателей заголовок я бы менял. 7/10
- Вокал: Ну не поет он, и на Сан-Ремо мазал вовсю. Посмотрим, конечно этот год, а пока... 6/10
- Итог: Неужели на конкурсе не будет более сильных баллад? Уже есть. 7/10

Председатель российского фан-клуба OGAE Антон Кулаков всё же считал, что у Менегуцци действительно сильный вокал, а подобные песни на Евровидении не звучали с 1997 года:

- Музыка: Спагетти-баллад. С предсказуемыми ходами и т.д. Но ведь такого на Евро не было жуть сколько времени. С 1997 года. 8.5/10
- Текст: Опять же спагетти-текст без претензий. Это пропеть бы. 8/10
- Вокал: Ну пусть была фанера на презентации. По Сан-Ремо знаю, что Паоло не абы кто и не абы как поет. 9/10
- Итог: Определенные шансы на финал есть точно. 9/10

## Выступление
Паоло Менегуцци выступил во втором полуфинале 22 мая 2008 года под 7-м номером. Не считая самого Менегуцци, в номере участвовали пять человек: пианист за роялем, четыре бэк-вокалиста и танцора (двое мужчин и две женщины). Тем не менее, Паоло Менегуцци не сумел оправдать ожидания зрителей, заняв только 13-е место из 19 и набрав 47 баллов: жюри, имевшее право отправить кого-то, кто не попал хотя бы на 9-е место, выбрало вместо Менегуцци другого исполнителя.

## Голоса телезрителей Швейцарии
| 12 баллов | Португалия           |
| 10 баллов | Албания              |
| 8 баллов  | Республика Македония |
| 7 баллов  | Турция               |
| 6 баллов  | Хорватия             |
| 5 баллов  | Дания                |
| 4 балла   | Исландия             |
| 3 балла   | Швеция               |
| 2 балла   | Кипр                 |
| 1 балл    | Украина              |

| 12 баллов | Сербия               |
| 10 баллов | Португалия           |
| 8 баллов  | Албания              |
| 7 баллов  | Босния и Герцеговина |
| 6 баллов  | Турция               |
| 5 баллов  | Греция               |
| 4 балла   | Испания              |
| 3 балла   | Хорватия             |
| 2 балла   | Германия             |
| 1 балл    | Израиль              |

## Голоса за Швейцарию
| 12 баллов          | 10 баллов | 8 баллов | 7 баллов         | 6 баллов               |
| ------------------ | --------- | -------- | ---------------- | ---------------------- |
| - Мальта           | - Албания |          | - Кипр - Франция |                        |
| 5 баллов           | 4 балла   | 3 балла  | 2 балла          | 1 балл                 |
| - Хорватия - Дания |           |          |                  | - Республика Македония |

## После конкурса
Среди швейцарских СМИ и деятелей шоу-бизнеса начало расти недовольство конкурсом из-за очередного невыхода страны в финал, и газета Blick заявила, что для Швейцарии настала пора задуматься об отказе от участия в подобном конкурсе, поскольку смысла в нём при действующей системе голосования абсолютно не было. Впрочем, сама песня ещё долго была популярной в Швейцарии: она заняла 11-е место в национальных чартах, а альбом со всеми песнями Евровидения-2008 занял 3-е место в Швейцарии. После конкурса Менегуцци выпустил испаноязычный альбом «Corro via», который распространялся в США и Южной Америке, а также заявил, что Италия может в будущем вернуться на Евровидение и это принесёт итальянцам выгоду.